# Debbie-Ann Parris-Thymes
Debbie-Ann Parris-Thymes, född den 24 mars 1973 i Trelawny, är en jamaicansk före detta friidrottare som tävlade i häcklöpning.
Parris-Thymes första mästerskapsfinal var finalen vid Olympiska sommarspelen 1996 då hon slutade fyra på 400 meter häck på tiden 53,97. Hon var även i final vid VM 1997 då hon blev femma på tiden 54,19. Även vid VM 1999 var hon i final men blev då sist med tiden 56,24.
Vid VM 2001 blev hon femma indiviudellt. Däremot vann hon guld i den långa stafetten över 4 x 400 meter tillsammans med Sandie Richards, Catherine Scott-Pomales och Lorraine Fenton. Vid Samväldesspelen 2002 blev hon silvermedaljör på tiden 55,24 efter Jana Pittman. 
Vid både Olympiska sommarspelen 2004 och vid VM 2005 blev hon utslagen i semifinalen. 

## Personliga rekord
- 400 meter häck - 53,88